# Slesvigs amter (før 1864)
Den administrative inddeling af Hertugdømmet Slesvig før 1864 var temmelig kompliceret. Omkring 1500 blev amterne indført i Slesvig. Et amt var oprindelig et lensdistrikt i tilknytning til en kongelig eller hertugelig borg. Ved siden af amterne eksisterede købstæderne, adelige og kirkelige godsdistrikter, oktrojerede koge (nyinddigede landområder) og landskaberne, som var præget af en høj grad af selvstyre. De fleste købstæder var allerede i løbet af middelalderen blevet selvstændige forvaltningsdistrikter med borgmester og magistrat. Kogene og godsdistrikterne blev dog først i 1853 underlagt amts- og herredsadministrationen.
Kortet og den følgende liste viser den administrative opdeling i en lettere forenklet form, sådan som det tog sig ud omkring 1836. Mod nord ligger Kongeriget Danmark og med samme farve mod vest de Kongerigske enklaver. Mod syd ligger Holsten. Før 1814 hørte øen Helgoland også med til Slesvig:
Haderslev Amt
- 1a Sønder Tyrstrup Herred med flækken Christiansfeld
- 1b Haderslev Herred
- 1c Gram Herred
- 1d Hviding Herred
- 1e Nørre Rangstrup Herred
- 1f Frøs Herred
- 1g Kalvslund Herred
- 1h Gram og Nybøl godser under Andet angelske godsdistrikt
- Købstaden Haderslev

Aabenraa og Løgumkloster Amter
- 2a Sønder Rangstrup Herred
- 2b Rise Herred
- 2c Varnæs Birk
- 2d Løgumkloster Birk med flækken Løgumkloster
- Købstaden Aabenraa

Tønder Amt
- 3a Tønder Herred Tonderharde
- 3b Højer Herred Hoyerharde med flækken Højer
- 3c Slogs Herred Schluxharde
- 3d Kær Herred Karrharde
- 3e Lundtoft Herred
- 3f Viding Herred Wiedingharde
- 3g Bøking Herred Bökingharde
- 3h Landskabet Sild Sylt
- 3i Landskabet Østerland Før Osterland Föhr med flækken Vyk
- Købstaden Tønder

Nordborg og Sønderborg Amter
- 4a Als Nørre Herred med flækken Nordborg
- 4b Ærø Herred med flækken Marstal
- 4c Als Sønder Herred
- 4d Nybøl Herred
- 4e De Augustenborgske godser af Andet angelske godsdistrikt
- Købstæderne Sønderborg og Ærøskøbing

Flensborg Amt
- 5a Vis Herred Wiesharde
- 5b Ugle Herred Uggelharde
- 5c Husby Herred Husbyharde
- 5d Munkbrarup Herred Munkbrarupharde
- 5e Ny Herred Nieharde
- 5f Første angelske godsdistrikt (efter 1853 Kappel Herred Kappelerharde)
- Købstaden Flensborg

Gottorp Amt
- 6a Strukstrup Herred Struxdorfharde
- 6b Satrup Herred Satrupharde
- 6c Mårkær Herred Mohrkirchharde
- 6d Slis og Fysing Herred Schliesharde und Füsingharde
- 6e Treja Herred Treiaharde
- 6f Arns Herred Arensharde
- 6g Krop Herred Kroppharde
- 6h Bollingsted Fogderi
- 6i Svans godsdistrikt (i middelalderen Risby Herred Riesebyharde)
- 6j Johannis Klosters Distrikt
- Første angelske godsdistrikt med flækken Kappel (efter 1853 Kappel Herred Kappelerharde)
- Købstaden Slesvig

Husum Amt og Bredsted Amt, Ejdersted, Nordstrand
- 7a Husum Nørre Herred (Sønder Gøs Herred) Husum Norderharde
- 7b Husum Sønder Herred (Sønder Gøs Herred) Husum Süderharde
- 7c Fogderiet Svavsted og Rødemis med flækken Svavsted
- 7d Landskabet Nordstrand
- 7e Landskabet Bredsted (Nørre Gøs Herred) med flækken Bredsted
- 7f Landskabet Ejdersted Østre del
- 7g Landskabet Ejdersted Vestre del
- 7h Landskabet Pelvorm
- Købstæderne Husum, Tønning og Garding

Hytten Amt og Stabelholm
- 8a Hytten Herred Hüttener Harde
- 8b Hohn Herred Hohner Harde (også Sorg Herred eller Kamp Herred)
- 8c Landskabet Stabelholm
- 8d 1. Godsdistrikt Jernved (efter 1853 Egernførde Herred)
- 8e 2. Godsdistrikt Jernved (efter 1853 Egernførde Herred)
- Købstæderne Frederiksstad og Egernførde

Femern Amt
- 9a Landskabet Femern med flækken Petersdorf
- Købstaden Burg